# A620 (motorväg, Tyskland)
A620 är en motorväg mellan Saarlouis och Saarbrücken i det tyska förbundslandet Saarland. Den fungerar tillsammans med A6 som en del av förbindelsen mellan Luxemburg och Tyskland.